# Trapeliopsis aeneofusca
Trapeliopsis aeneofusca är en lavart som först beskrevs av Flörke ex Flot., och fick sitt nu gällande namn av Coppins & P. James. Trapeliopsis aeneofusca ingår i släktet Trapeliopsis och familjen Trapeliaceae.  Arten är reproducerande i Sverige. Inga underarter finns listade i Catalogue of Life.